# Murphy Nicholas Xavier Pakiam

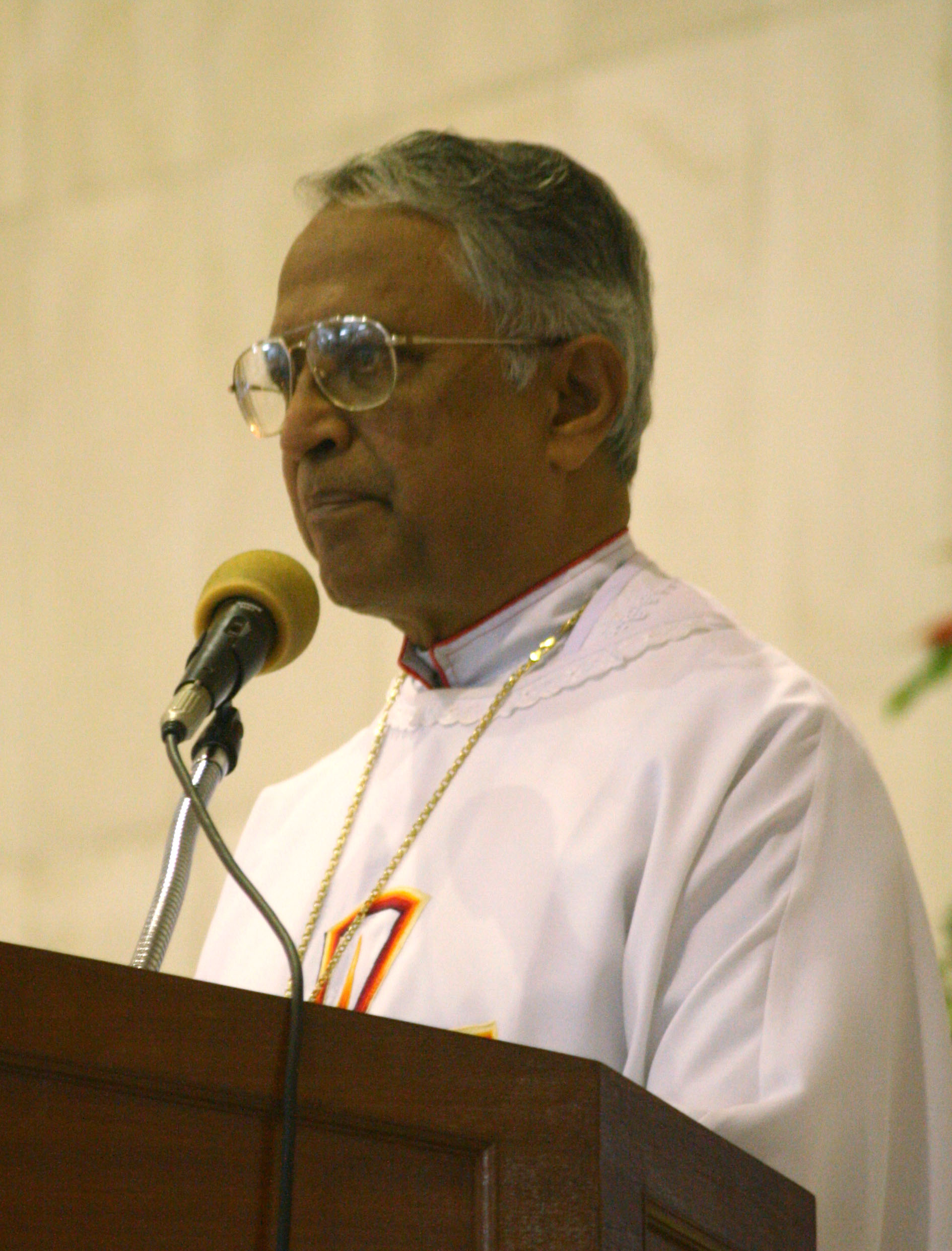
Murphy Nicholas Xavier Pakiam

Murphy Nicholas Xavier Pakiam (* 6. Dezember 1938 in Tapah) ist ein malaysischer Geistlicher und emeritierter Erzbischof von Kuala Lumpur.

## Leben
Murphy Nicholas Xavier Pakiam empfing am 10. Mai 1964 die Priesterweihe.
Papst Johannes Paul II. ernannte ihn am 1. April 1995 zum Weihbischof in Kuala Lumpur und Titularbischof von Chunavia. Der Erzbischof von Kuala Lumpur, Anthony Soter Fernandez, weihte ihn am 4. Oktober desselben Jahres zum Bischof; Mitkonsekratoren waren James Chan Soon Cheong, Bischof von Melaka-Johor, und Antony Selvanayagam, Bischof von Penang.
Am 24. Mai 2003 wurde er zum Erzbischof von Kuala Lumpur ernannt und am 29. Mai desselben Jahres in das Amt eingeführt.
Papst Franziskus nahm am 13. Dezember 2013 seinen altersbedingten Rücktritt an.